# История игрушек, забытая временем
«Исто́рия игру́шек, забы́тая вре́менем» (англ. Toy Story That Time Forgot) — американский анимационный телеспецвыпуск, спродюсированный студиями Pixar Animation Studios, Walt Disney Television Animation и выпущенный 2 декабря 2014 года на телеканале ABC.
Основан на франшизе «История игрушек». Режиссёром и сценаристом стал Стив Перселл, создатель персонажей Sam & Max, продюсером специального выпуска выступила Галин Зусман, работавшая над оригинальным фильмом, музыку написал композитор Майкл Джаккино.
К озвучиванию ролей вернулись Том Хэнкс (Вуди), Тим Аллен (Базз Лайтер), Кристен Шаал (Трикси), Уоллес Шоун (Рекс), Тимоти Далтон (Колючка), Дон Риклс (мистер Картофельная голова) и Джоан Кьюсак (Джесси). Кевин Маккидд и Эмма Худак озвучили новых персонажей Рептиллуса Максимуса и Ангелочка соответственно. Спецвыпуск стал последним в телекарьере Риклса, который скончался в 2017 году.

## Сюжет
Маленькая девочка Бонни играет со своими игрушками и трицератопс Трикси расстраивается что её никогда не изображают динозавром во время игры, в этот раз она выбирает динозавром кота Ангелочка. 27 декабря, два дня спустя после Рождества, Бонни берёт Трикси, Вуди, Базза Лайтера, Рекса и рождественское украшение Ангелочка в гости к лучшему другу Мейсону. Бонни бросает игрушки в комнате Мейсона и начинает играть с ним в компьютерную приставку.
Игрушки обнаруживают в его комнате огромное количество игрушек из серии «Бэттлзавры», которыми руководит динозавр Рептилус Максимус. Трикси получает удовольствия от того, что её воспринимают как динозавра, вместе с Рексом они меряют военные доспехи. В это же время стража берёт в плен Вуди и Базза Лайтера. Рептиллус и Трикси сближаются, она узнаёт, что игрушками ещё не играли и они не знают, кто они.
На боевой арене происходит битва между игрушками Мейсона, пытаясь прекратить драку Вуди и Базз вступают в бой и Трикси спасает их. Священник говорит что Трикси еретичка из-за имени Бонни на ноге, в страхе она убегает за помощью к Бонни, Рептилус бежит за ней.
На арене священник берёт под контроль робота Рекса и заставляет его пленить Вуди и Базза. Пока Мейсон играет в приставку, священник получает полный контроль над игрушками, а также игровой комнатой. Он решает уничтожить их, бросив на вентилятор. В комнате Мейсона Трикси пытается отключить питания у игры, Рептилус Максимус пытается помешать ей. После выключения игры Мейсон находит его и начинает играть с ним, когда Бонни играет с Рекс. Они заходят в комнату и спасают жизни Базза и Вуди.

## Актёрский состав
- Кристен Шаал — трицератопс Трикси[2]
- Кевин Маккидд — экшн-фигурка Рептиллус Максимус[2]
- Стив Перселл — лидер игрушек «Бэттлзавры», Клерик
- Уоллес Шоун — трицератопс Рекс[2]
- Том Хэнкс — шериф Вуди[2]
- Тим Аллен — астронавт Базз Лайтер[2]
- Эмили Хан — Бонни
- Джонатан Кидд[англ.] — Рэй-Дон
- Р. К. Коуп — Мейсон
- Дон Риклс — мистер Картофельная голова[2]
- Тимоти Далтон — Колючка[2]
- Лори Алан — мама Бонни
- Джоан Кьюсак — Джесси

## Производство
Изначально планировалось сделать выпуск длиной в 6 минут, однако Джон Лассетер оценил сюжет и предложил сделать полноценный рождественский спецвыпуск. На создание выпуска ушло 3 года, в течение двух лет разработался сценарий. Отдельно была разработана серия «Бэттлзавры». В Великобритании «История игрушек, забытая временем» транслировалась на канале Sky Movies.

## Критика
На сайте-агрегаторе рецензий Rotten Tomatoes фильм имеет 91 процент «свежести» на основе 11 рецензий критиков. Роберт Ллойд из Los Angeles Times заключил: «это умное продолжение оригинальной франшизы, которая уже хорошо зарекомендовала себя». Алан Сэпинуолл (HitFix) в своей рецензии написал: «это всё еще смешно и мило, приятно слышать Тома Хэнкса и других актёров озвучивания, я бы предпочёл, чтобы сюжет был ближе к полнометражному фильму».

## Комментарии
1. ↑  На стриминговом сервисе Disney+ был выпущен под названием История игрушек: Забытая временем (англ. Toy Story: That Time Forgot)
2. ↑  На стриминговом сервисе Disney+ был выпущен под названием История игрушек: Забытая временем (англ. Toy Story: That Time Forgot)